# Miss Asia Pacific International
Miss Asia Pacific International este cel mai vechi concurs de frumusețe și primul în Asia. A început ca un concurs regional în 1968, fiind cunoscut sub numele de "Asia Miss Quest". Concurentele au venit din țările din Asia și Oceania.
În 1985, numele concursului a fost schimbat în "Miss Asia Pacific Quest", să a început cuprindă nu numai țările din Asia și regiunea Oceania, dar și cele de nord, ca din America de Sud țările care au țărm la Oceanul Pacific.
Concursul a luat forma sa actuală în 2005, când numele a fost schimbat în "Miss International Asia Pacific", și  include țări din întreaga lume.
Concursul de frumusete 37 "Miss Asia Pacific International" nu a avut loc în 2008. Datorită lipsei de sponsori, participanți, și popularitate, concursul "Miss Asia Pacific International" va fi trebui probabil să fie amânat pentru o dată necunoscută și anul acesta. Este foarte probabil, ca concursul să fie sistat pe anii următori.

### Miss Asia Pacific International
Concursul nu s-a ținut în anii 1990, 1991, 2004, 2006, 2007.
| Anul | Câștigătoare                   | Țara             | Locul                       |
| ---- | ------------------------------ | ---------------- | --------------------------- |
| 1968 | Macy Shih                      | Taiwan           | Quezon City, Filipine       |
| 1969 | Won-kyoung Seo                 | Korea            | Quezon City, Filipine       |
| 1970 | Zeenat Aman                    | India            | Quezon City, Filipine       |
| 1971 | Flora Baza                     | Guam             | Quezon City, Filipine       |
| 1972 | Janet Coutts                   | Australia        | Quezon City, Filipine       |
| 1973 | Tara Anne Fonseca              | India            | Manila, Filipine            |
| 1974 | Susie Currie                   | Australia        | Manila, Filipine            |
| 1975 | Eva Regina Arni                | Papua New Guinea | Manila, Filipine            |
| 1976 | Jacqueline Stuart              | Singapore        | Manila, Filipine            |
| 1977 | Linda Emran                    | Indonesia        | Manila, Filipine            |
| 1978 | Siriporn Savanglum             | Thailand         | Manila, Filipine            |
| 1979 | Ayla Altas                     | Turkey           | Manila, Filipine            |
| 1980 | Lorraine Gaye McGrady          | Australia        | Manila, Filipine            |
| 1981 | Bernadine Rosemarie Ramanayake | Sri Lanka        | Kuala Lumpur, Malaysia      |
| 1982 | Maria del Carmen Ines Zaragoza | Filipine         | Kuala Lumpur, Malaysia      |
| 1983 | Gloria Aranas Dimayacyac       | Filipine         | Manila, Filipine            |
| 1984 | Melek Gurkan                   | Turkey           | Christchurch, Noua Zeelandă |
| 1985 | Nurit Mizrachi                 | Israel           | Hong Kong                   |
| 1986 | Helen Crawford                 | Noua Zeelandă    | Hong Kong                   |
| 1987 | Cilinia Prada Acosta           | Panama           | Hong Kong                   |
| 1988 | Preeyanuch Panpradub           | Thailand         | Hong Kong                   |
| 1989 | Lorna Villanueva Legaspi       | Filipine         | Hong Kong                   |
| 1992 | Tali Ben-Harush                | Israel           | Manila, Filipine            |
| 1993 | Michelle Zulueta Aldana        | Filipine         | Manila, Filipine            |
| 1994 | Jessica Vanessa Tapia Guiulfo  | Peru             | Cebu City, Filipine         |
| 1995 | Mi-jung Yoon                   | Korea            | Baguio City, Filipine       |
| 1996 | Gabriela Aguilar Chavarría     | Costa Rica       | Subic,Filipine              |
| 1997 | Worarat Suwannarat             | Thailand         | Davao City, Filipine        |
| 1998 | Kisha Alvarado Murillo         | Costa Rica       | Clark Field, Filipine       |
| 1999 | Juliana Andrea Arango Londoño  | Colombia         | Quezon City, Filipine       |
| 2000 | Diya Mirza Handrich            | India            | Quezon City, Filipine       |
| 2001 | Luciana Luisa Farfán Vargas    | Peru             | Makati City, Filipine       |
| 2002 | So-yoon Kim                    | Korea            | Manila, Filipine            |
| 2003 | Tatyana Nikitina               | Russia           | Quezon City, Filipine       |
| 2005 | Leonora Jiménez(detronată)     | Costa Rica       | Guangzhou, China            |
| 2005 | Yevgeniya Lapova               | Russia           | Guangzhou, China            |

## Rezultate
| Anul | Câștigătoare                            | Locul 2                             | Locul 3                                | Locul 4                                 | Locul 5                                    |
| ---- | --------------------------------------- | ----------------------------------- | -------------------------------------- | --------------------------------------- | ------------------------------------------ |
| 1968 | Taiwan · Macy Shih                      | Australia Cassandra Stiles          | Japonia Atsumi Ikeno                   | Filipine Jane Mozo de Goya              | Thailanda Valisra Trungvachirachi          |
| 1969 | Coreea de Sud Won-kyoung Seo            | Taiwan · Shirley Sha                | Malaysia Sandra Jacqueline Van Geyzel  | Australia Julie Ann Hodge               | Noua Zeelandă Frances Margaret Carrick     |
| 1970 | India Zeenat Aman                       | Filipine Alice Tiongson Crisostomo  | Hawaii · Yvonne Haunani Young          | Australia Carolyn Dartnell              | Noua Zeelandă Geraldine Welford            |
| 1971 | Guam · Flora Baza                       | Filipine Carolyn Gomara Masibay     | Coreea de Sud Hong Jung Ja             | Israel Gayah Tehetchik                  | Australia Sandra Van Loon                  |
| 1972 | Australia Janet Coutts                  | Filipine Yvette Marie Alfon         | Israel Dorit Bar                       | Noua Zeelandă Vivienne Hamilton         | Thailanda Srungya Krachangsuk              |
| 1973 | India Tara Anne Fonseca                 | Israel Nehama Fass                  | Indonezia Lely Herawati Soendoro       | Coreea de Sud Chung Kum Ok              | Australia Deborah Seccounbe                |
| 1974 | Australia Sue Currie                    | Hong Kong, China Ethel Lau Wai Tak  | Filipine Paripola Penson               | Indonezia Liza Sindoro                  | Singapore Debra Josephine De Souza         |
| 1975 | Papua Noua Guinee Eva Arni              | Tahiti · Bernadette Paille          | Australia Jane Reilly                  | Samoa · Darlene Schwenkey               | Malaysia Linda Kaur                        |
| 1976 | Singapore Jacqueline Stuart             | Tahiti · Maea Atger                 | India Anna Adrianne Bredemeyer         | Filipine Anna Luisa Delgado             | Australia Michelle Ann Glass               |
| 1977 | Indonezia Linda Emrane                  | India Marianne De Souza             | Singapore Helen Ng                     | Israel Yifat Netzer                     | Filipine Rio Diaz                          |
| 1978 | Thailanda Siriporn Savanglam            | Filipine Epifania Lagman            | Israel Hannah Ekerling                 | Australia Julie Ann Croft               | Japonia Hisako Tanaka                      |
| 1979 | Turcia Ayla Altas                       | India Maureen Mary Lestourgeon      | Filipine Lorraine Espiridon Schuck     | Singapore Lajiah P. R. Sharma           | Australia Tracy Christopherson             |
| 1980 | Australia Lorraine McGrady              | Filipine Rose Maria de Vera         | Singapore Annie Chen Chiau Chuin       | Noua Zeelandă Cara Pollock              | Turcia Mina Coldas                         |
| 1981 | Sri Lanka · Rosy Senanayake             | Guam · Kimberly Ann Carey           | Hawaii · Corrine Gail Carvalho         | Coreea de Sud Kang Hae Suk              | Malaysia Beatrice Hawkins                  |
| 1982 | Filipine Maria del Carmen Ines Zaragoza | Noua Zeelandă Rosa Maria Misa       | Thailanda Tippawan Aukkraphun          | Sri Lanka · Sharon de Jong              | Coreea de Sud Mi Il Kim                    |
| 1983 | Filipine Gloria Aranas Dimayacyac       | Israel Dorit Kadosh                 | Turcia Nazan Satchi                    | Noua Zeelandă Joanna Johns              | Thailanda Siriwan Wangwilai                |
| 1984 | Turcia Melek Gurkan                     | Noua Zeelandă Gayle Ann Jones       | Singapore Elsie Oh Swee Ping           | Israel Rinat Hadashi                    | Statele Unite ale Americii Suzanne Hoffman |
| 1985 | Israel Nurit Mizrachi                   | Coreea de Sud Lin Ji Yeon           | Peru Liliana Tapia Castillo            | Hong Kong, China Eva Lai                | Guatemala Perla Pereira Fruthwirth         |
| 1986 | Noua Zeelandă Helen Crawford            | Singapore Lim Suet Kwee             | Thailanda Sararat Roomruangwong        | Hong Kong, China Nina Li Chi            | Turcia Nilufer Apaydin                     |
| 1987 | Panama Cilinia Prada Acosta             | Mexic Ana Corina Burgos del Rio     | Australia Toni Jean Frances Peters     | Coreea de Sud Choi Eun-hee              | Israel Niril Elyovich                      |
| 1988 | Thailanda Preeyanuch Panpradub          | Mexic Elsy Guadelupe Aceves Gurrola | Israel Revital Mor                     | Northern Cyprus · Fatma Anil            | Coreea de Sud Mi Rim Kim                   |
| 1989 | Filipine Lorna Villanueva Legaspi       | Tahiti · Myriam Tuheiava            | Israel Galit Farber                    | Canada Gloria Petrovic                  | Thailanda Anne Seekaew                     |
| 1992 | Israel Tali Ben-Harush                  | Thailanda Chutima Nirunsitirat      | Filipine Mutya Laxa                    | Noua Zeelandă Ingrid Matie Mole         | Australia Kissarne Watson                  |
| 1993 | Filipine Michelle Zulueta Aldana        | India Namrata Shirodkar             | Chile Monica Reyes                     | Mexic Maria Teresa Aragon               | Malaysia Lavianna Tan Poh Ling             |
| 1994 | Peru Jessica Vanessa Tapia Guiulfo      | Mexic Karla Contreras Estrada       | Turcia Ozlem Mete                      | Israel Nathalie Cohen                   | Taiwan · Vaihere Lehartel                  |
| 1995 | Coreea de Sud Mi-Jung Yoon              | India Ruchitra Malhotra             | Taiwan · Hsiao-Ping Chen               | Peru Rocio del Pilar Abed               | Malaysia Previtha Thiyagarajah             |
| 1996 | Costa Rica Gabriela Aguilar Chavarria   | Filipine Marilyn Maristela          | Tahiti · Mirna Sommers                 | Peru Mariel Ocampo                      | Panama Kenia Melais                        |
| 1997 | Thailanda Worarat Suwannarat            | India Divya Chauhan                 | Tahiti · Nancy Veronica Peoma Agnieray | Australia Kerry Anita Lucas             | Chile Gabriela dela Luz de Heeckeren Lagos |
| 1998 | Costa Rica Kisha Alvarado Murillo       | Panama Lourdes Lewis                | Fiji · Priya Nair                      | Australia Klara Lisy                    | Tahiti · Metua Heimoana                    |
| 1999 | Columbia Juliana Andrea Arango Londoño  | Rusia Anna Tatarintseva             | Australia Amy Trott                    | Taiwan · Wan Wang-Fei                   | Noua Zeelandă Leanne Catherine Sorby       |
| 2000 | India Diya Mirza                        | Panama Marianela Salazar Guillen    | Australia Winter Noel Washington       | El Salvador Alexandra Maria Rivas       | Thailanda Kanueng-nit In-orng              |
| 2001 | Peru Luciana Luisa Farfán Vargas        | Mexic Lisette Villanueva Jiménez    | Thailanda Wanvisa Kham-daeng-yai       | Columbia Karol Inés de la Torre Pinilla | Filipine Darlene Carbungco                 |
| 2002 | Coreea de Sud So-Yoon Kim               | Rusia Ksenia Volkova                | India Tina Chhatwal                    | Filipine Miriam San Jose Chui           | Fiji · Aishwarya Sukhdeo                   |
| 2003 | Rusia Tatyana Nikitina                  | India Shonal Rawat                  | Costa Rica Andrea Ovares López         | Peru Tracy Freundt                      | Malaysia Samantha Wong Wye Yeng            |
| 2005 | Costa Rica Leonora Jiménez              | Rusia Evgeniya Lapova               | China Zhang Li Yu                      | Peru Claudia Ortiz de Zevallos          | Filipine Jedah Hernandez                   |

### Numărul de titluri pe țări
| Țara              | Titluri | Anul                   |
| ----------------- | ------- | ---------------------- |
| Filipine          | 4       | 1982, 1983, 1989, 1993 |
| India             | 3       | 1970, 1973, 2000       |
| Costa Rica        | 3       | 1996, 1998, 2005       |
| Coreea de Sud     | 3       | 1969, 1995, 2002       |
| Thailanda         | 3       | 1978, 1988, 1997       |
| Australia         | 3       | 1972, 1974, 1980       |
| Peru              | 2       | 1994, 2001             |
| Israel            | 2       | 1985, 1992             |
| Turcia            | 2       | 1979, 1984             |
| Rusia             | 1       | 2003                   |
| Columbia          | 1       | 1999                   |
| Panama            | 1       | 1987                   |
| Noua Zeelandă     | 1       | 1986                   |
| Sri Lanka         | 1       | 1981                   |
| Indonezia         | 1       | 1977                   |
| Singapore         | 1       | 1976                   |
| Papua Noua Guinee | 1       | 1975                   |
| Guam              | 1       | 1971                   |
| Taiwan            | 1       | 1968                   |